# Neomeoneurites chilensis
Neomeoneurites chilensis är en tvåvingeart som beskrevs av Willi Hennig 1972. Neomeoneurites chilensis ingår i släktet Neomeoneurites och familjen kadaverflugor. Inga underarter finns listade i Catalogue of Life.